# نويل مورغان
نويل مورغان (بالإنجليزية: Noel Morgan)‏ هو لاعب دوري الرغبي أسترالي، ولد في 1940 في بريزبان في أستراليا.